# Diego Pérez (Eishockeyspieler)
Diego Pérez (* 15. September 1988 in Donostia-San Sebastián) ist ein spanischer Eishockeyspieler, der seit 2005 beim CH Txuri Urdin in der Spanischen Superliga unter Vertrag steht.

## Karriere
Diego Pérez begann seine Karriere als Eishockeyspieler beim CH Txuri Urdin, für dessen erste Mannschaft er in der Saison 2005/06 sein Debüt in der Spanischen Superliga gab. Mit seinem Verein gewann er 2016 die Copa del Rey.

### International
Für Spanien nahm Pérez im Juniorenbereich an der U18-Weltmeisterschaft 2006 in der Division II sowie den U20-Weltmeisterschaften 2007 und 2008 ebenfalls in der Division II teil.
Im Seniorenbereich stand er im spanischen Aufgebot bei den Weltmeisterschaften der Division II 2007, 2008, 2009 und 2010. Zudem vertrat er die Iberer bei der Olympiaqualifikation für die Winterspiele in Vancouver 2010.

## Erfolge und Auszeichnungen
- 2010 Aufstieg in die Division I bei der Weltmeisterschaft der Division II, Gruppe A
- 2016 Spanischer Pokalsieger mit dem CH Txuri Urdin